# Reparata and the Delrons
Reparata and the Delrons, vokal tjejgrupp bildad 1962 i Brooklyn, New York, USA. Medlemmar i gruppen var Mary "Reparata" Aiese, Regina Gallhager, Nanette Licari, och Anne Fitzferald. Gruppen upptäcktes under ett uppträdande på en skola.
De gav under åren 1964–1965 ut en del singlar som blev måttliga framgångar, den kändaste var "Whenever a Teenager Cries". 1965 hade gruppen blivit en duo bestående av Aiese och Licari. Lorraine Mazzola tog över som ledarsångare samma år.
De fick inga fler framgångar i hemlandet, men singeln "Captain of Your Ship" tog sig upp på plats #5 på Englandslistan våren 1968. I Sverige var låten en Tio i topp-hit som låg 7 veckor på listan. Gruppen upplöstes 1973, men återförenades 1978 och var aktiva fram till 2000.

## Medlemmar
- Mary Katherine O'Leary f. Aiese ("Reparata") – ledsång (1962–1973, 1978–2000)
- Nanette Licari – sång (1962–1963, 1965–1973, 1978–1993)
- Lorraine Mazzola ("Reparata") – ledsång, sång (1965–1973)
- Cooky Sirico – sång (1969–1973)
- Joe Sirico – sång (1978–2000)
- Carol Drobnicki – sång (1962–1964; död 1980)
- Sheila Reilly – sång (1963–1965)
- Judy Jae – sång (1992–2000)
- Lauren Stich – sång (1980-talet)
- Kathy Romeo – sång (1962–1963)
- Anne Fitzgerald – sång (1962–1963)
- Regina Gallagher – sång (1962–1963)
- Marge McGuire – sång (1963–1965)

## Diskografi
Studioalbum
- 1965 – Whenever a Teenager Cries
- 1970 – 1970 Rock and Roll Revolution

Singlar (urval)
- 1964 – "Whenever a Teenager Cries" / "He's My Guy" (#60 på Billboard Hot 100 (US))
- 1965 – "Tommy" / "Mama Don't Allow" (US #92)
- 1968 – "Captain of Your Ship" / "Toom Toom (Is a Little Boy)" (US #127)
- 1975 – "Shoes" / "A Song for All" (US #92)